# Hencz Kornél
Hencz Kornél (Celldömölk, 1971. december 3. –) magyar politikus, sportvezető, 2025-től Celldömölk város tanácsnoka és a Celldömölki VSE elnöke.
Celldömölkön született és hosszú évek óta aktív a városi közéletben, valamint számos helyi és országos sportesemény szervezésében. A helyi közösségért végzett munkája során különösen a fiatalok támogatását és a fenntartható városfejlesztést tűzte ki célul.

## Politikai pályafutása
Hencz Kornél az MSZP és a Párbeszéd közös jelöltjeként indult a 2021-es előválasztáson Vas megye 2. választókerületében (Sárvár térségében) Kampánya során hangsúlyozta a helyi ipari parkok fejlesztésének és bővítésének szükségességét, valamint a lakhatási problémák megoldását, amelyet a fiatalok helyben tartása érdekében kiemelten fontosnak tartott.

## Sportvezetői tevékenysége
Hencz Kornél a Celldömölki VSE elnökeként számos projektben vesz részt a csapat segítése érdekében.